# Pitagoreja
Pitagoreja (grško Πυθαγόρειο, Pithagórion) je arheološko najdišče antičnega mesta Samos na grškem otoku Samosu. Najdišče se nahaja v sodobnem grškem mestu Pitagorion, po katerem je dobilo svoje sodobno ime.
Na najdišču so odkrili antične grške in rimske spomenike in slavni antični tunel, imenovan Evpalinov tunel ali Evpalinov akvadukt. Pitagorejo je skupaj s Herajonom na Samosu UNESCO leta 1992 uvrstil na svoj seznam svetovne dediščine.

## Zgodovina
Najzgodnejše arheološke najdbe segajo v 4. tisočletje pr. n. št. Odkrili so jih na griču Kastro (grško Κάστρο) in spadajo v neolitsko obdobje. Polis se je razvil v 6. stoletju pr. n. št. pod tiranom Polikratom. Otoški gozdovi so dajali les za gradnjo trgovskih in vojnih ladij, zaradi katerih je Samos vladal bližnjim morjem. Polis je trgoval predvsem z maloazijskimi in sredozemskimi državami. Na Samosu je nastala je nova vrsta ladje s 50 veslači, tako imenovana "samena" (σάμαινα, samena) s kljunastim premcem. Prebivalci Samosa so ustanovili kolonije v Joniji, Trakiji in zahodnih državah. Pod Polikratom so bili zgrajeni Herejon – Herin tempelj, ki je bil po Herodotovem mnenju  "največji izmed znanih templjev", Evpalinov tunel in pomol v pristanišču.
Med izkopavanji so našli ostanke tlakovanih ulic in hiš z mozaičnimi tlemi. Samos je bil član Jonske zveze.